# Aiea
Aiea, stad i Honolulu County i delstaten Hawaii, USA med cirka 9 019 invånare (2000). Den har enligt United States Census Bureau en area på totalt 4,5 km². 
Camp H. M. Smith är belägen i staden.